# Hypophthalmichthys nobilis
La carpa cabezona o Hypophthalmichthys nobilis es una especie de peces de la familia Cyprinidae en el orden Cypriniformes.

## Descripción
Los machos pueden llegar alcanzar los 112 cm de longitud total y 21,3 kg de peso.

## Alimentación
Come principalmente zooplancton.

## Hábitat
Es un pez de agua dulce y de clima templado (4 °C-26 °C).

## Distribución geográfica
Originario de la China. Ha sido introducido en países de todo el mundo, por lo que actualmente tiene una distribución global. Numerosos países han alertado sobre los impactos negativos de esta especie invasora.